# Mi de Perseu
Mi de Perseu (μ Persei) és un estel de magnitud aparent +4,18 situat en la constel·lació de Perseu. Es troba aproximadament a 900 anys llum de distància del sistema solar.
Mi de Perseu és un supergegant groc de tipus espectral G0Ib amb una temperatura superficial de 5337 K. Brilla amb una lluminositat 2030 vegades major que la lluminositat solar i té un radi 53 vegades més gran que el del Sol. La seva velocitat de rotació projectada —9 km/s— implica que pot trigar fins a 300 dies a completar un gir sobre si mateixa. En el diagrama de Hertzsprung-Russell se situa en el límit de l'anomenada Llacuna de Hertzsprung —àrea on hi ha molt pocs estels— i també prop de la regió de les cefeides, si bé Mu Persei no és una estrella variable polsant d'aquesta classe. La seva massa està compresa entre 5,7 i 6 masses solars i va néixer fa uns 60 o 70 milions d'anys. La seva massa no és prou gran perquè acabi explotant com a supernova, per la qual cosa —després d'expulsar les seves capes externes— acabarà la seva vida com un nan blanc massiu.
Mi de Perseu és un binari espectroscòpic amb un període orbital de 0,78 anys. El seu company és possiblement un estel de la seqüència principal de tipus B9 amb una separació mitjana del supergegant groc de 1,7 UA.